# Martinkaserne

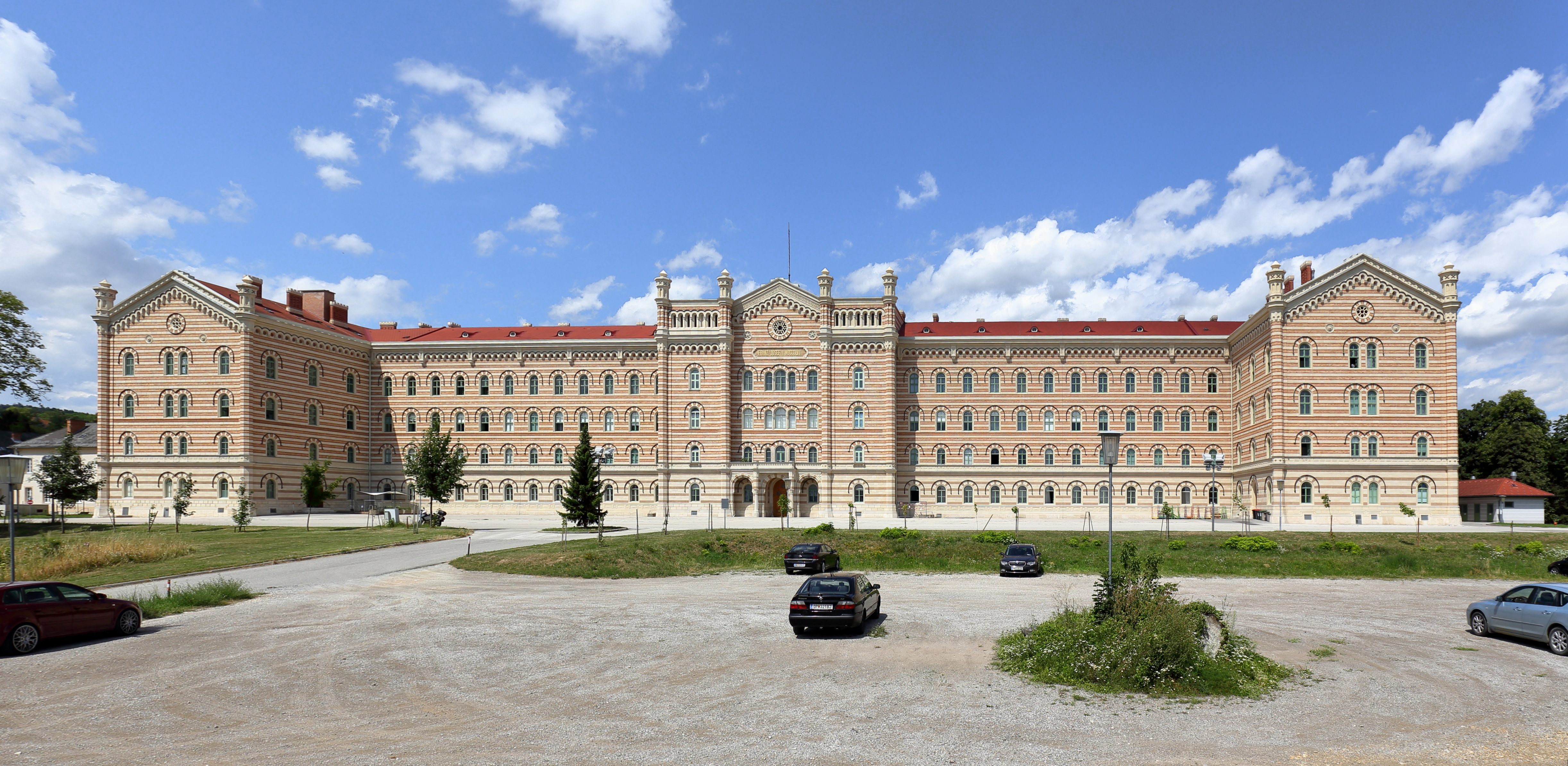
Südfassade des Hauptgebäudes

Die Martinkaserne ist eine Kaserne des Österreichischen Bundesheeres in Eisenstadt im Burgenland.
Das Gelände mit den Gebäuden liegt im Nordosten des Stadtgebietes von Eisenstadt an der L 213. Das Hauptgebäude ist von West nach Ost ausgerichtet und steht gemäß Bescheid des Bundesdenkmalamtes unter Denkmalschutz.

## Geschichte

### Baugeschichte
Die Ereignisse der Revolution von 1848/1849 führten zu einem erhöhten Bedarf an Offizieren und Führungskräften und in weiterer Folge zur Einrichtung von Kadettenschulen im Kaisertum Österreich. Es wurden mehrere Kasernen gebaut, wie etwa das Arsenal (Wien) (1849 bis 1856), die Rossauer Kaserne in Wien (1865 bis 1869) und die Martinkaserne. Nachdem der Kaiser im Jahr 1852 das Bildungswesen des Militärs reformiert hatte, erteilte der Obergespan von Ödenburg dem Magistrat von Eisenstadt im Oktober 1852 den Auftrag zur Bereitstellung von zwanzig Katastraljoch als Bauplatz, sowie zur Benützung der städtischen Ziegelöfen, von Steinbruch und Sandstätten.

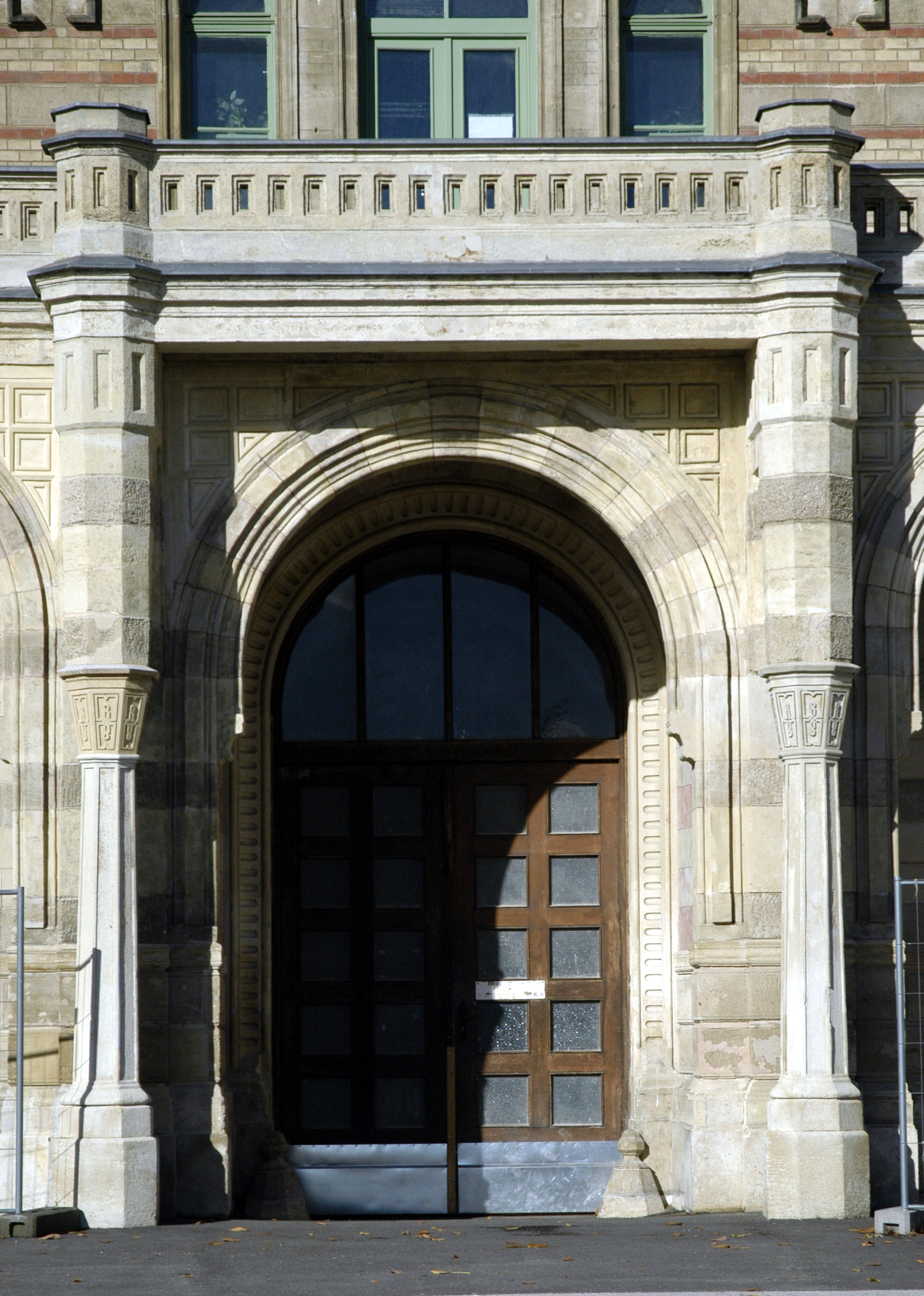
Hauptportal an der Südseite

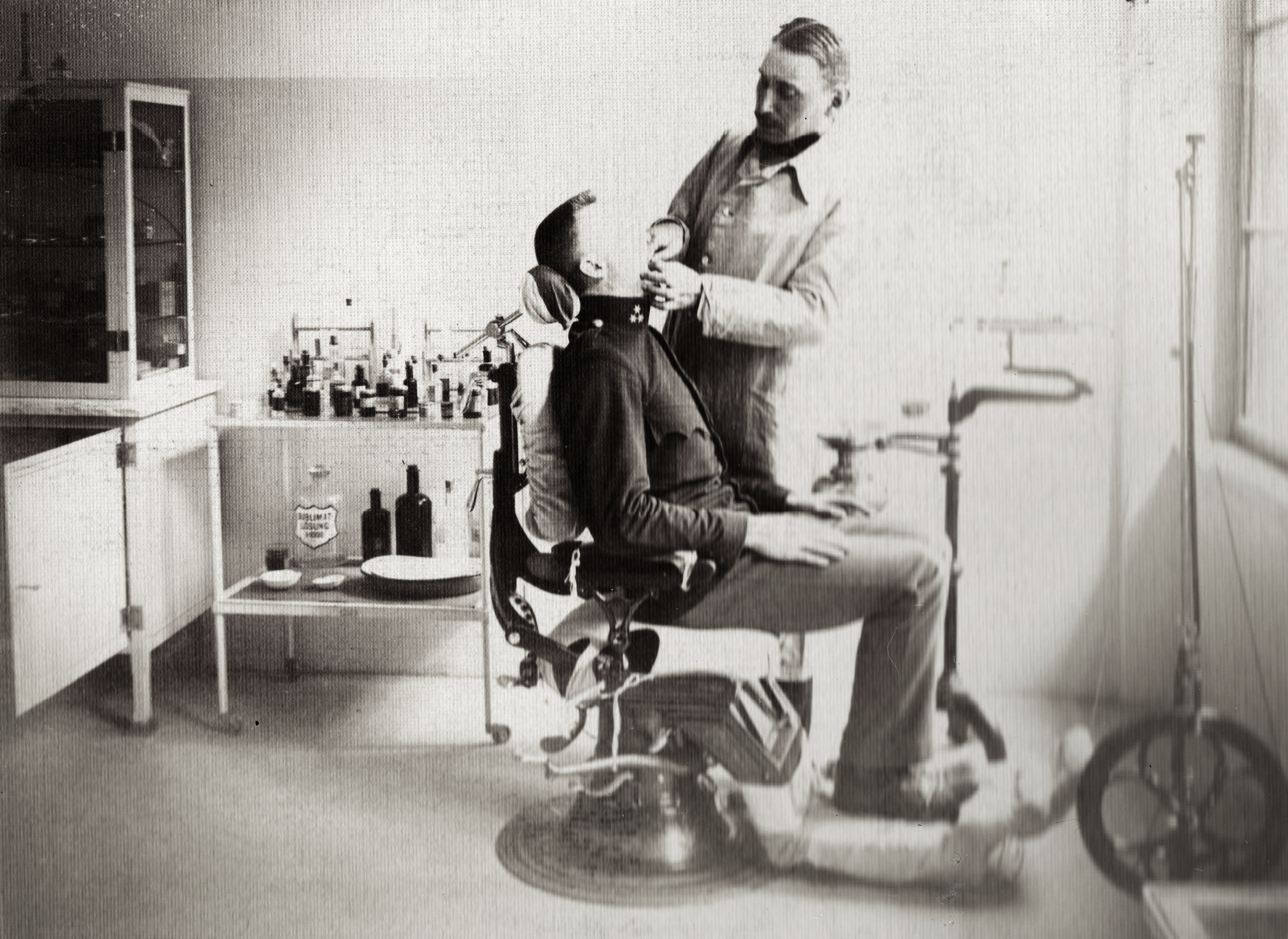
Zahnärztliche Behandlung an der Militär-Oberrealschule, (später Martinkaserne), 1912

Im Mai 1853 erfolgte die Bauausschreibung für das „Kadetteninstitut Eisenstadt“ mit folgenden Vorgaben:
- dreistöckiges Gebäude mit drei Risaliten
- 144 Meter lang und 15,6 Meter breit
- Schwimmschule und Einfriedungsmauer
- Baukosten 300.000 fl. CM (Conventionsmünzen)
- Vollendung 30. Juli 1855

Unter der Bauleitung von Sigismund von Malinowski, Hauptmann des Genie-Stabes, entstand als Gegengewicht zu dem im Westen der Stadt gelegenen Schloss Esterházy das symmetrisch angelegte, lange dreiflügelige Hauptgebäude. Auch ein Sportplatz und eine Schwimmschule mit Vorwärmbassin wurden in dem parkartigen Areal errichtet. Der Baubeginn war am 2. August 1853, allerdings verzögerte sich der Termin der geplanten Fertigstellung, sodass die Eröffnung erst am 1. Mai 1858 mit knapp dreijähriger Verspätung erfolgte.
Bei der im August 1853 begonnenen Herstellung der Baugrube für das Fundament stieß man häufig auf Gesteinsschichten, die gesprengt werden mussten. Dadurch trat wiederum Grundwasser in die Baugrube ein, was bereits bei den Vorbereitungsarbeiten zu einer erheblichen Verzögerung des Baufortschrittes führte. Weil es in weiterer Folge – vermutlich auch aus finanziellen Gründen – zu neuerlichen Bauverzögerungen kam und das Gebäude zum vorgesehenen Vollendungszeitpunkt im Juli 1855 kaum die Höhe des ersten Stockwerkes erreicht hatte, wurde 1856 ernsthaft überlegt, den Bau wegen des schleppenden Fortschrittes einzustellen. Dennoch wurde der Bau vollendet, wobei die abschließenden Bauarbeiten auch nach der offiziellen Eröffnung bis in das Jahr 1859 hinein dauerten. Neben der Überschreitung der vorgesehenen Bauzeit kam es auch zu einer bedeutenden Überschreitung der prognostizierten Baukosten, die schließlich knapp über 953.096 fl., also um mehr als das Dreifache über dem Voranschlag lagen.
Zwischen 1955 und 1959 erfolgte mit einem Aufwand von etwa 30 Millionen Schilling eine Generalsanierung des Gebäudes und das ehemalige Stabsgebäude aus dem Jahr 1906 wurde in ein Krankenrevier umgebaut. Gegen Ende des 20. Jahrhunderts begann eine etappenweise Generalrestaurierung. Begonnen wurde mit der Kapelle, es folgten Sanierungen und Restaurierungen der Umfassungsmauer der Anlage, der Sockelzone des Gebäudes aus Naturstein und des Innenbereiches im westlichen Erdgeschoßflügel. Weitere Arbeiten betrafen die Wiederherstellung des repräsentativen Vestibüls in den ursprünglichen Zustand und die Restaurierung der verwitterten und verschmutzten Fassade.

### Nutzungsgeschichte
Nach der Eröffnung im Jahr 1858 wurden 200 Zöglinge aus Straß in der Steiermark nach Eisenstadt umgesiedelt.
Im Jahr 1871 erfolgte im Rahmen der Reorganisation der Militärinstitute die Auflösung des Kadetteninstitutes und im Jahr 1873 die Umgestaltung zur Infanteriekaserne. Zwei Infanterie-Bataillone wurden in der Kaserne untergebracht.
Nach der Verlegung der beiden Infanterie-Bataillone nach Bosnien und Herzegowina im Jahr 1878 erfolgte eine Umgestaltung in eine Militär-Unterrealschule für 240 Zöglinge und im Jahr 1909 die Aufstellung der Militär-Oberrealschule. Von 1892 bis 1894 besuchte Robert Musil die Militär-Unterrealschule und verarbeitete seine dortigen Erfahrungen in seinem Roman Die Verwirrungen des Zöglings Törleß.
Während des Ersten Weltkrieges waren von 1914 bis 1918 Frontkader mehrerer Regimenter in der Kaserne untergebracht. Im Jahr 1918 wurde die Kaserne in „Honved-Oberrealschule“ umbenannt. Kommandant war der Major der Ungarischen Nationalarmee und Theresienritter Jakob Vass-Wiblinger.
Im Jahr 1922 zog die Bundesmittelschule samt Schülerheim im dritten Stockwerk des Gebäudes ein und das „Burgenländische Feldjägerbataillon Nr. 1“ wurde von Wiener Neustadt in die Kaserne nach Eisenstadt verlegt.
Nach dem Untergang der Habsburgermonarchie wurde Österreich im Vertrag von St. Germain der deutschsprachige Teil Westungarns zuerkannt. Mit dem „Bundesverfassungsgesetz über die Stellung des Burgenlandes als selbständiges und gleichberechtigtes Land im Bund und über seine vorläufige Einrichtung“ vom 25. Jänner 1921 konnte daraufhin die Aufnahme des Burgenlandes als eigenes Bundesland in die Republik Österreich geregelt werden. Am 15. Juli 1922 trat der neu gewählte Burgenländische Landtag zur konstituierenden Sitzung in der Kaserne in Eisenstadt zusammen und das zweite Stockwerk wurde von da an bis zum Jahr 1930 vom Burgenländischen Landtag genutzt. Erster Landtagspräsident des jüngsten Bundeslandes war Josef Wimmer.

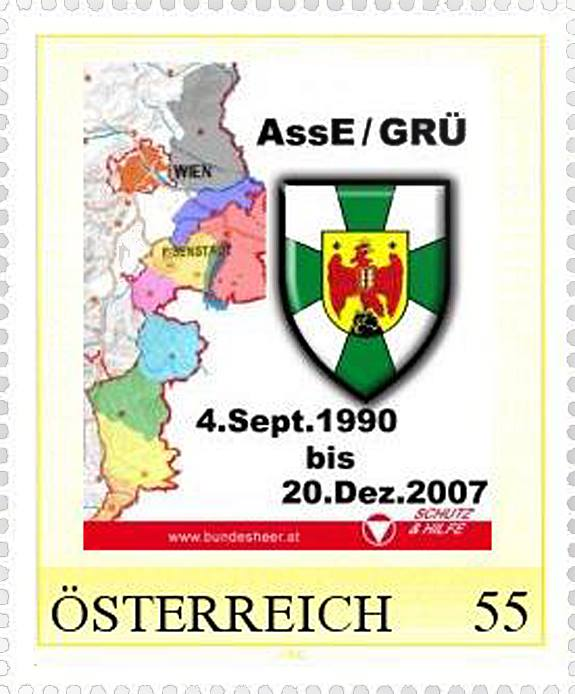
Sonderbriefmarke „17 Jahre AssE / GRÜ“

Zwischen 1938 und 1945 nutzte die deutsche Wehrmacht das Areal der Kaserne, welche anschließend bis zum Jahr 1955 als Quartier für die sowjetische Besatzungsmacht diente.
Im Jahr 1957 konnten die ersten Wehrpflichtigen in die Schulkaserne einrücken, in der das Infanteriebataillon 2 stationiert war.
Die Umbenennung der Schulkaserne in „Martinkaserne“ nach dem Landespatron, dem heiligen Martin von Tours, erfolgte im Jahr 1967.
Heute beherbergt die Kaserne das Militärkommando Burgenland, die 1. Jägerkompanie und das Kommando der Heerestruppenschule und die Militärmusik Burgenland. Bis zum Ende des Assistenzeinsatzes war der Einsatzstab für den sicherheitspolizeilichen Assistenzeinsatz nach Schengenerweiterung (= AssE/SchE) hier stationiert.

## Baubeschreibung

### Außen

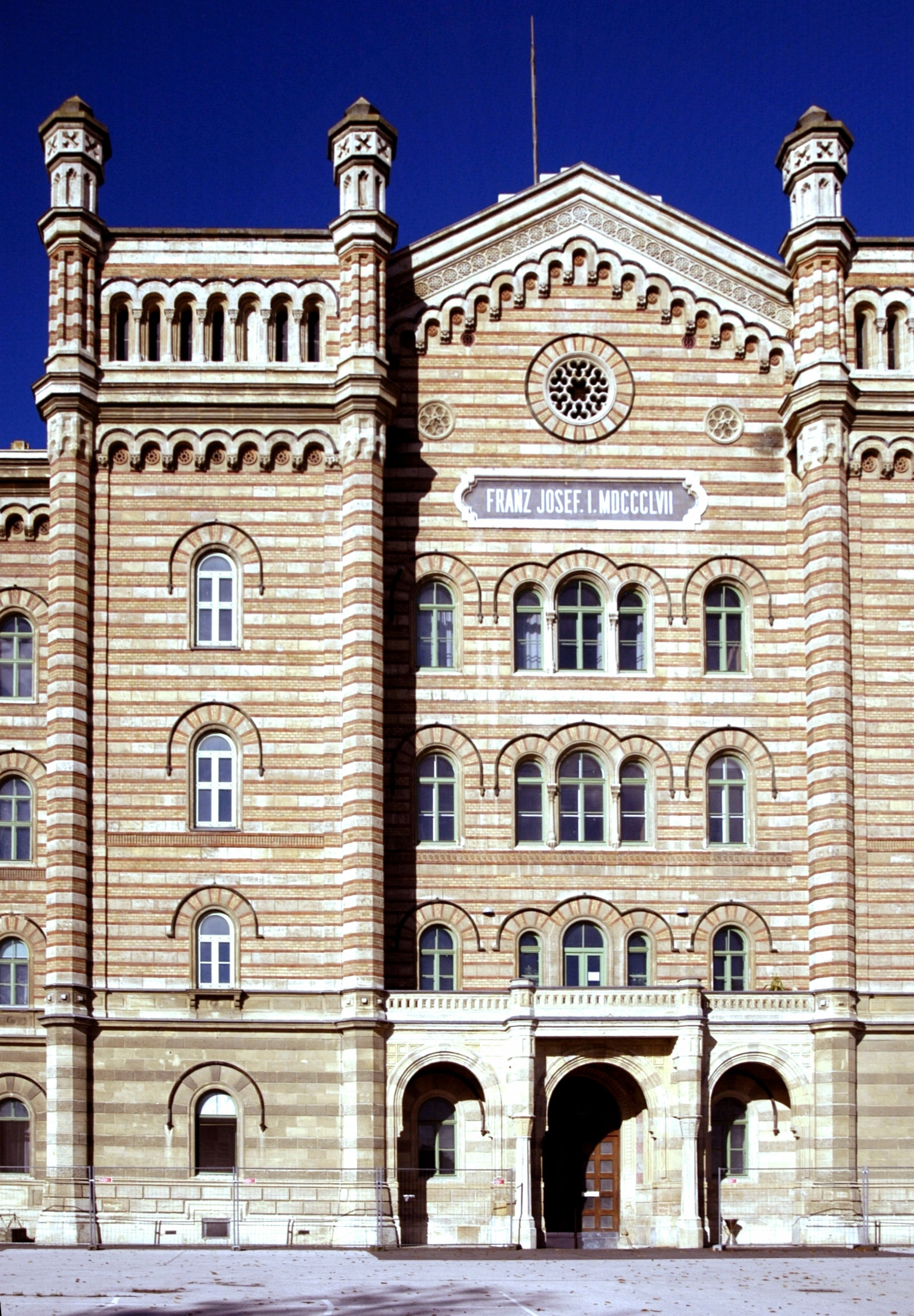
Westlicher Teil des Mittelrisalits Süd

Das Gebäude der ehemaligen Kadettenschule, das sich am Wiener Arsenal orientiert, wurde als mächtiger materialsichtiger Ziegel- und Quadersteinbau in neoromanisch-maurischem Stil auf einer Fläche von rund 7.342 Quadratmetern errichtet und zeigt eine breite Fassade.
Das viergeschoßige Bauwerk ist streng symmetrisch gliedert und hat jeweils drei Risalite an der Nord- und Südfassade. Das Gebäude besteht aus einem Ost-West gerichteten viergeschoßigen Längstrakt mit insgesamt 146,9 Meter Länge und 47,74 Meter Breite, das mit einem Satteldach gedeckt ist. In der Mitte der Nord- und Südfassade befindet sich unter einem gemeinsamen Dach je ein giebelbekrönter, jedoch unterschiedlich gestalteter Mittelrisalit.
An der Ost- und Westseite des Gebäudes befinden sich je zwei gleich gestaltete giebelbekrönte Eckrisalite, die paarweise über ein gemeinsames Satteldach verbunden sind. Diese drei Fensterachsen breiten Risalite springen um jeweils drei innere und vier äußere Fensterachsen vor. Aus dieser Anordnung entstehen zwei seitliche und ein mittlerer Querflügel, die durch Flügelbauten des Längsflügels miteinander verbunden sind. Wegen der unterschiedlichen Breite der Mittelrisalite sind die 15,4 Meter breiten Flügelbauten an der Nord- und Südseite unterschiedlich lang. Sie haben an der Südseite zwölf und an der Nordseite zehn Fensterachsen und tragen ein Satteldach mit Dachgauben.
Die Gliederung in Risalite folgt in groben Zügen den Prinzipien des hochbarocken Schlossbaus und mildert dadurch den Eindruck, der durch die strenge Symmetrie und den blockhaften Stil entsteht. Durch die tiefen Eckrisalite am Ende der langgestreckten Flügelbauten und den flacheren Mittelrisalit entsteht im Norden und Süden des Kasernengebäudes eine ehrenhofartige Situation.
Über einem Sockel aus hellgrauem Quadermauerwerk erhebt sich das Erdgeschoß aus waagrecht gebändertem hell- und dunkelgrauem Quadermauerwerk. Die drei Obergeschoße sind aus einem waagrecht abwechselnd gebänderten Ziegel- und Quadermauerwerk mit wechselnden rot-gelb-roten waagrechten Ziegelverbänden gefertigt. Die Geschoßhöhen des Erdgeschoßes und der drei Obergeschoße sind unterschiedlich, was auf funktionsbedingte Bauregelungen je nach Verwendung der Räumlichkeiten im betreffenden Geschoß zurückzuführen ist. Daraus ergeben sich zum Teil unterschiedliche Fensterhöhen in den einzelnen Geschoßen. An den Gebäudeecken befinden sich polygonale bekrönte Pfeilervorlagen, die über das Dach gezogen sind.
Drei gekröpfte Gesimse, die die verschiedenen Mauerformen begrenzen, umlaufen das Gebäude: Ein Sockelgesims auf Sohlbankhöhe der Erdgeschoßfenster, zwischen Erdgeschoß und erstem Obergeschoß ein breites, doppelt vorkragendes Gurtgesims auf Sohlbankhöhe der Fenster des ersten Obergeschoßes und ein Kranzgesims als oberer Fassadenabschluss, das durch ein konsolenartiges Rundbogenfries mit innen liegenden keramischen Medaillons gestützt wird. Auf Sohlbankhöhe der Fenster des zweiten Obergeschoßes verläuft ein Zahnfries aus Ziegeln.
Die Fassade ist durch Rundbogenfenster gegliedert, die mit Rundbogenabschlüssen und keramischen Überfangbögen ausgestattet sind. Zwillingsfenster bilden jeweils die mittlere Fensterachse der Eckrisalite und die inneren seitlichen Fensterachsen des nördlichen Mittelrisalits. Drillingsfenster befinden sich an den mittleren Fensterachsen beider Mittelrisalite.
Der Mittelrisalit der Südfassade ist seitlich nach vorne gestaffelt. Der dreiachsige Giebelrisalit wird von einachsigen, flachen Seitenrisaliten flankiert. Ein Portikus mit drei Rundbogenarkaden, die auf Pfeilern mit vorgestellten polygonalen Pfeilern ruhen, ist dem Giebelrisalit im Erdgeschoß in der Flucht der Seitenrisalite vorgestellt. Hinter dem Portikus befindet sich in der Mitte ein Rundbogentor, das in das Vestibül führt. Seitlich davon in den Achsen der Arkaden ist je ein Rundbogenfenster.
Der Portikus fungiert als ein mit einer Brüstung versehener Altan für das erste Obergeschoß. Darüber ist an der mittleren Fensterachse der drei Obergeschoße jeweils ein Drillingsfenster angeordnet, dessen mittleres größer ist. An den seitlichen Fensterachsen befindet sich jeweils ein Rundbogenfenster.
Über dem dritten Geschoß ist eine Inschriftentafel „Franz Joseph I. MDCCCLVII“ und darüber im Giebel ein Radfenster mit kleinen seitlichen Radornamenten. Die Seitenrisalite haben jeweils ein Attikageschoß mit sieben schmalen Rundbogenfenstern an der Fassadenfront und drei an den äußeren Risalitseiten. Die Rundbogen der Fenster ruhen auf Säulchen mit romanisierenden Kapitellen.
Der Giebelrisalit an der Nordfassade liegt im Gegensatz zu jenem der Südfassade nicht hinter, sondern vor den ihn jeweils flankierenden, mit vier Achsen breiteren Seitenrisaliten. In diesen ist jeweils ein Stiegenhaus mit zweiläufig-gegenläufigen Treppen untergebracht. Diese Seitenrisalite haben wie jene der Südfassade ein Attikageschoß mit kleinen Rundbogenfenstern, jeweils acht Fenster an der Fassadenfront und drei seitlich. Im Erdgeschoß des Giebelrisalits erschließt ein romanisierendes, flaches Trichterportal, das von je einem Rundbogenfenster flankiert wird, das Vestibül.
Da sich über dem Portal die über zwei Geschoße reichende Kapelle befindet, sind an der Fassade drei gotisierende Maßwerkfenster, die über zwei Geschoße reichen und deren mittleres größer ist. Im dritten Obergeschoß über den Maßwerkfenstern der Kapelle ist ein Drillingsfenster, dessen mittleres größer ist. Es ist von zweifachen Rundbogenfenstern flankiert. Im Giebel befindet sich ein Radfenster mit kleinen, seitlichen Radornamenten.
Die nord- und südseitigen Fassaden der vier Eckrisalite sind gleich ausgeführt. Sie haben doppelte Rundbogenfenster an der mittleren Fensterachse aller Geschoße, beiderseits je ein seitliches Rundbogenfenster und ein Radfenster mit kleinen, seitlichen Radornamenten im Giebel. Die zum Mittelrisalit gerichteten Fassaden haben Rundbogenfenster jeweils in den drei Fensterachsen der Obergeschoße und in der mittleren Fensterachse des Erdgeschoßes und ein Seitenportal, das von Rundbogenfenstern flankiert wird.
Die Ost- und Westfassade, welche die Eckrisalite im Osten und Westen verbindet, haben je einen sehr flachen, dreiachsigen Mittelrisalit mit einem Giebel. Die Mittelrisalite werden von vierachsigen Seitenfassaden flankiert. An jeder Fensterachse der Mittelrisalite und der Seitenfassaden befinden sich Rundbogenfenster mit Rundbogenabschlüssen und keramischen Überfangbögen.

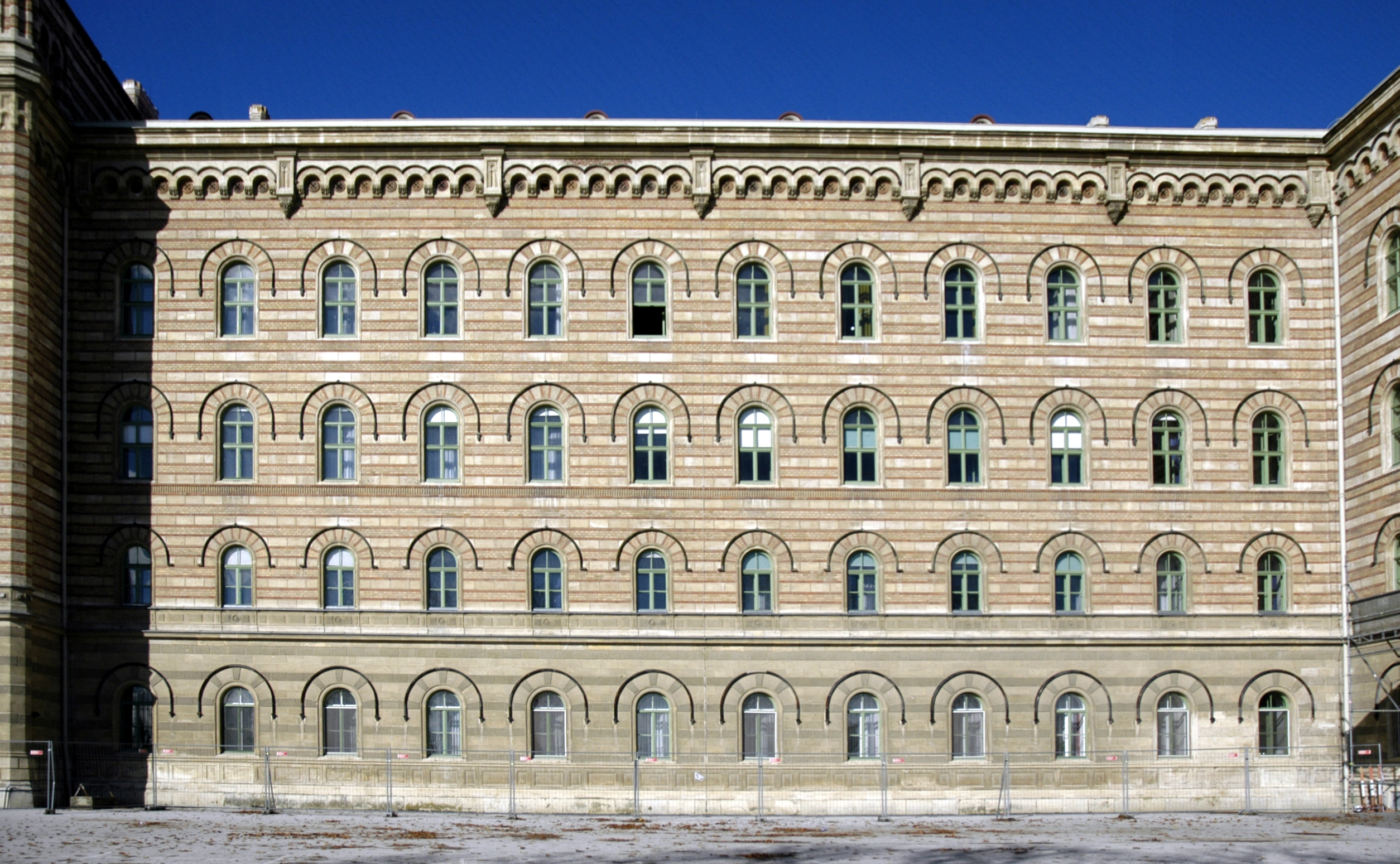
Südfassade des östlichen Längsflügels
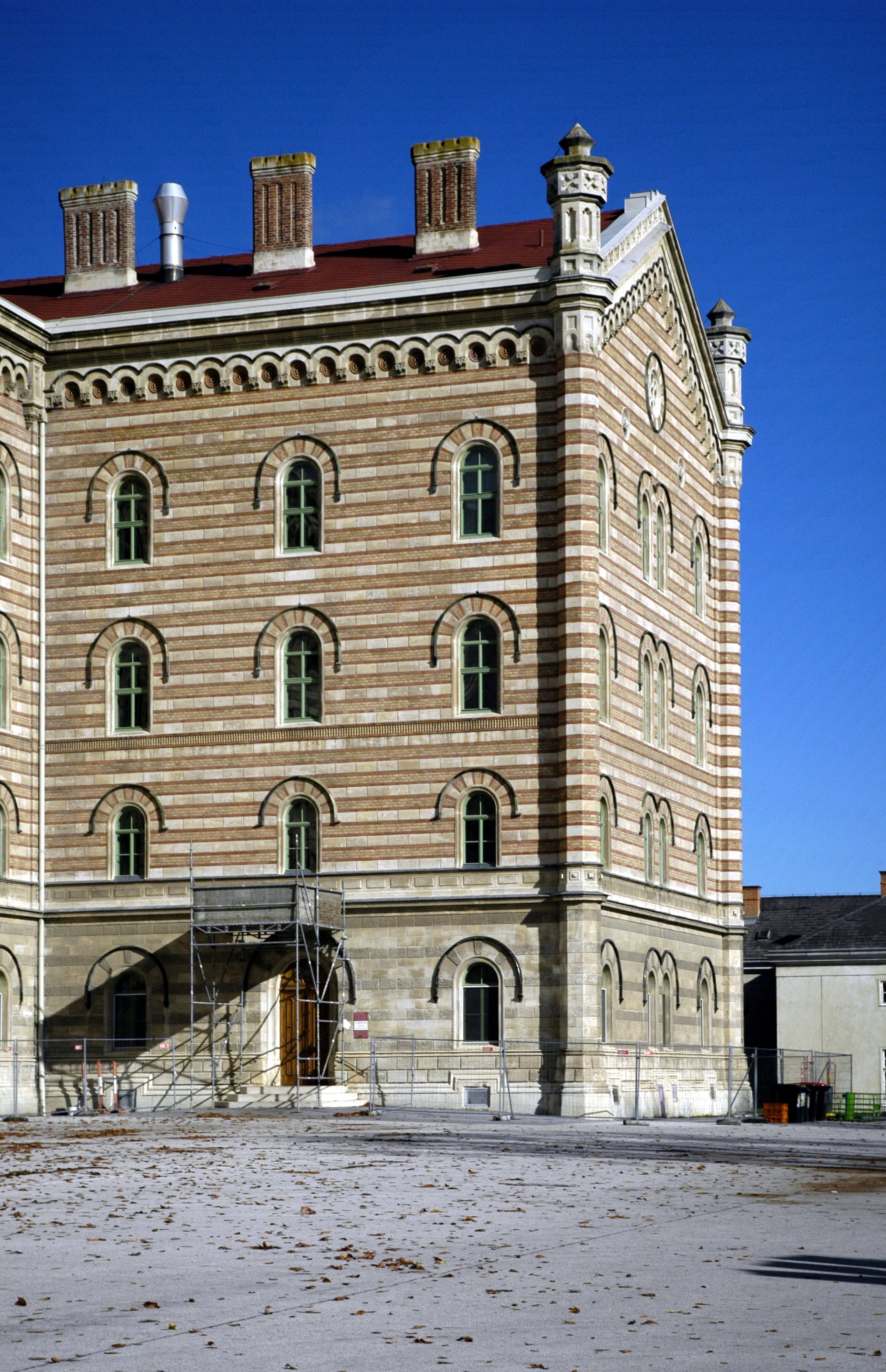
Östlicher Eckrisalit, Ansicht von Südwest
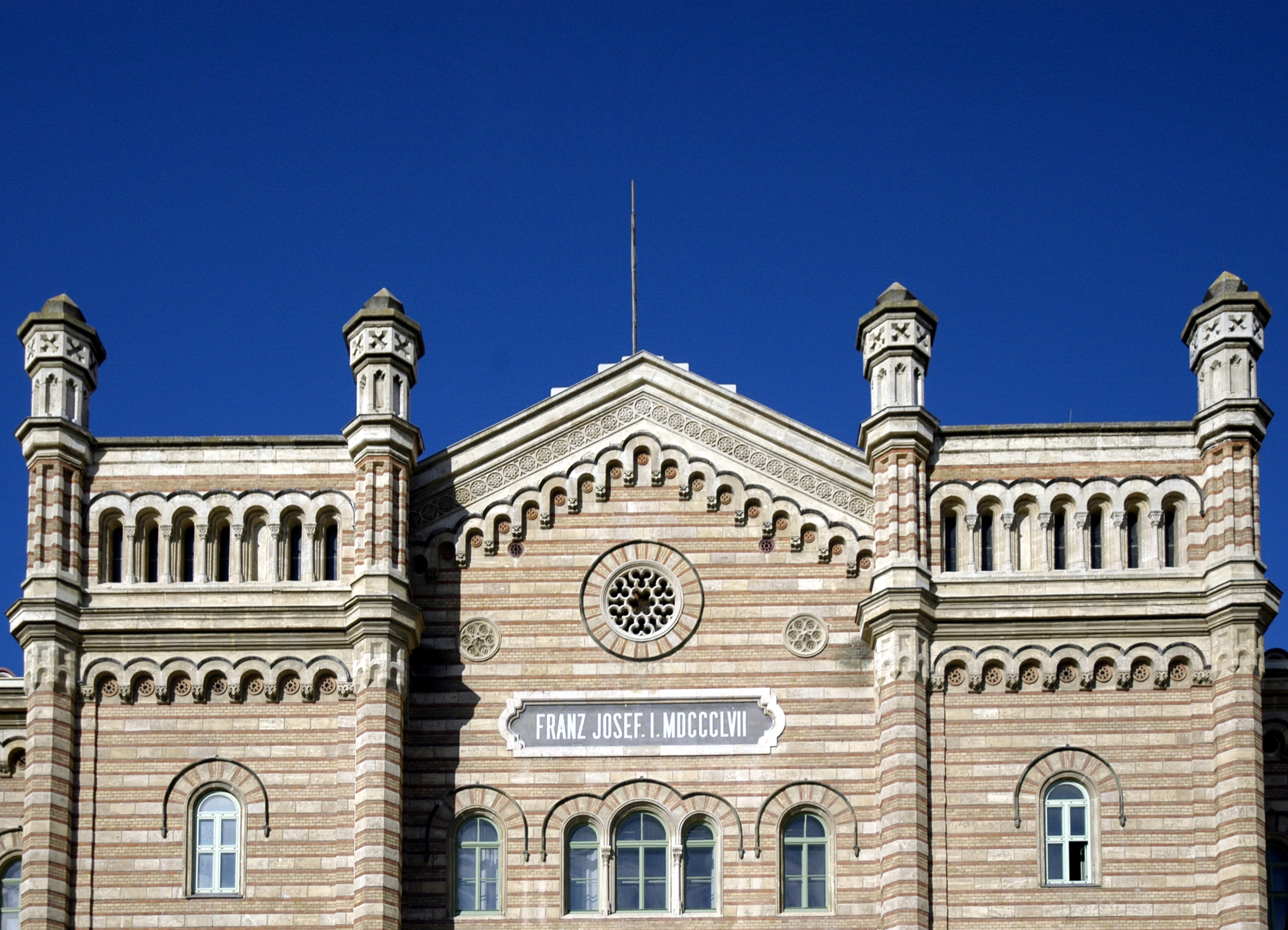
Drittes Obergeschoß und Giebel des Mittelrisalits
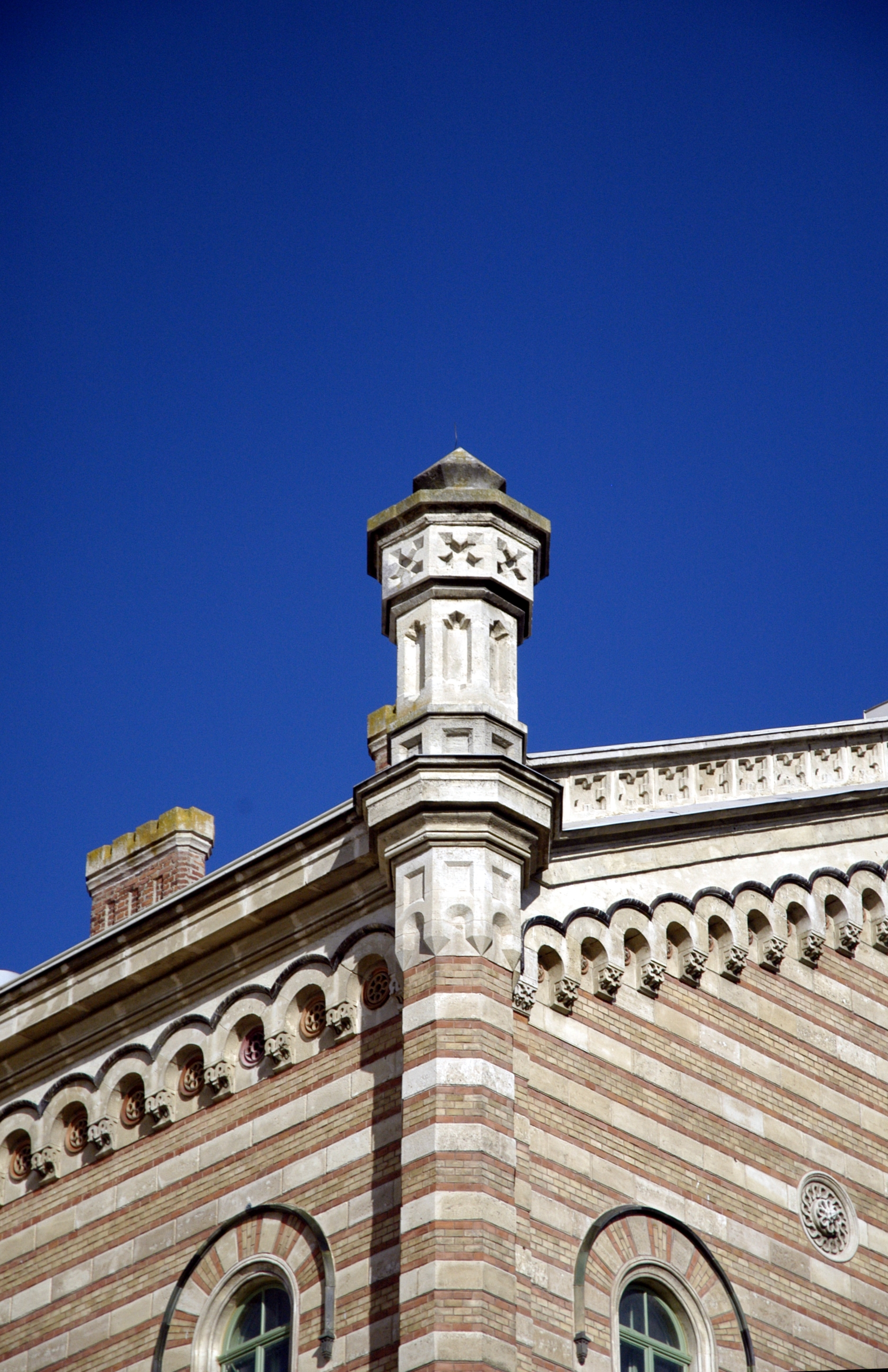
Detail des Ostquerflügels

### Innen

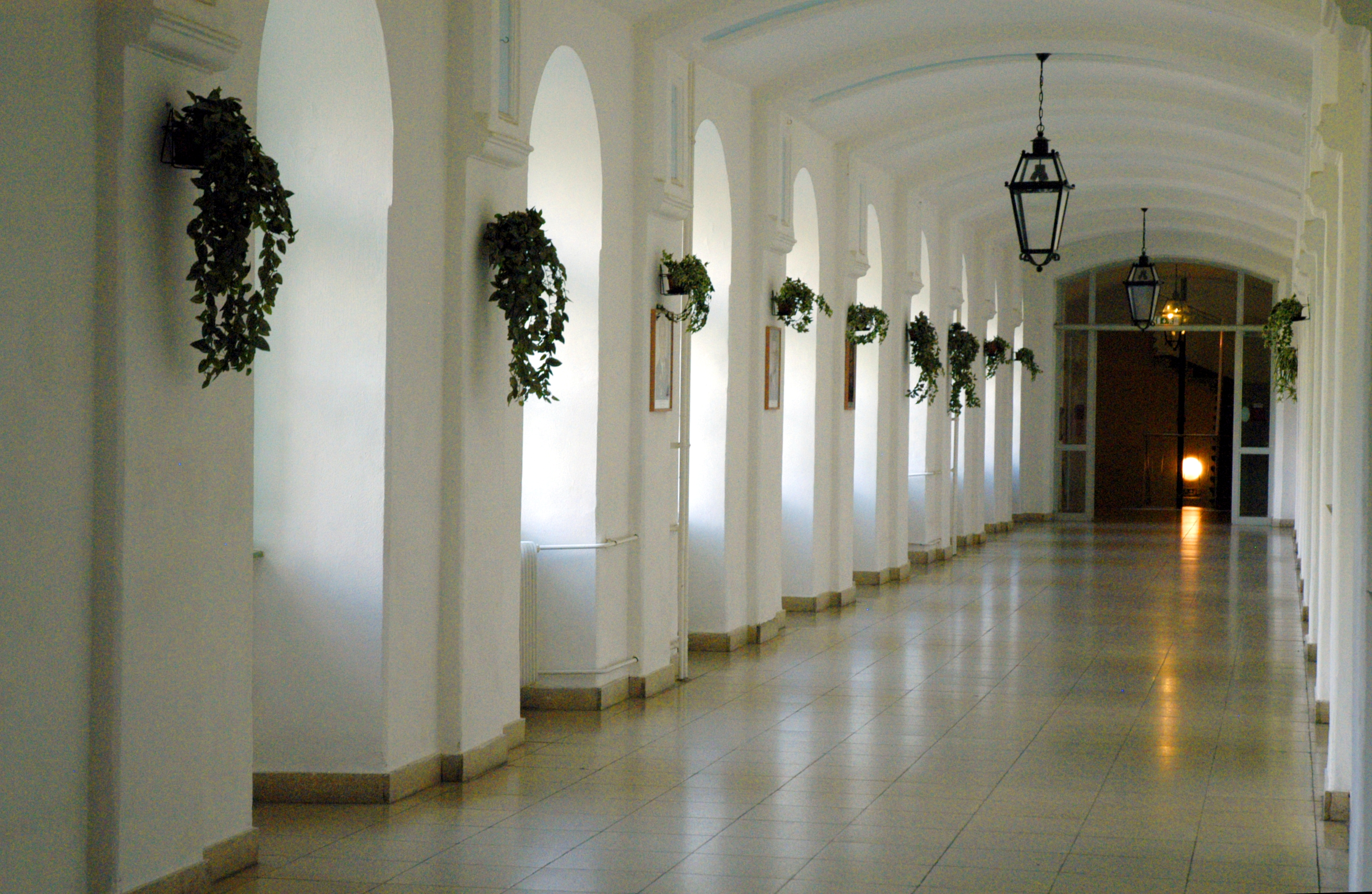
Martinkaserne, Gang im 1. Obergeschoß des Osttraktes

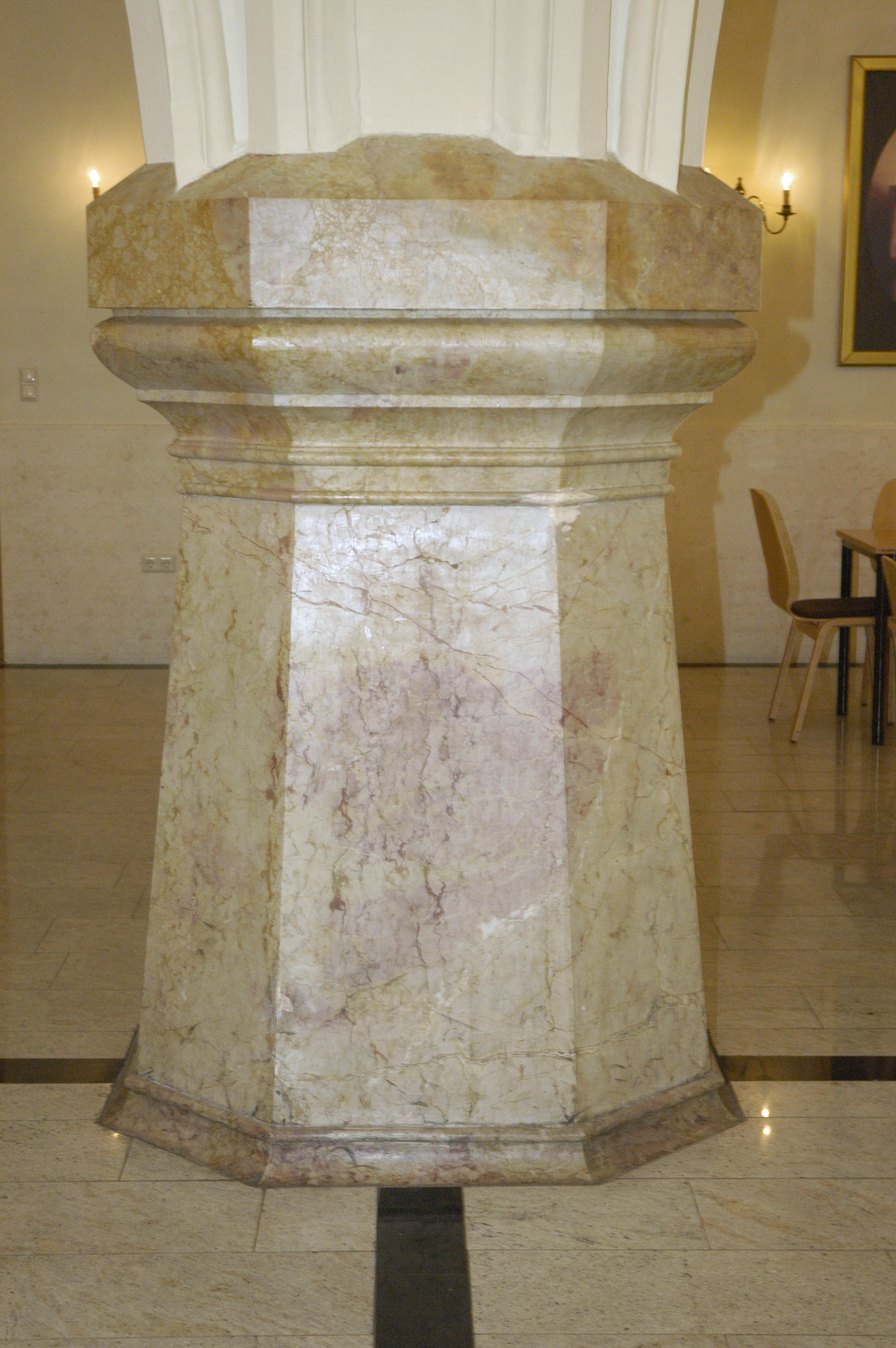
Martinkaserne, Marmorpfeiler mit Kapitell in der Cafeteria (Detail)

Die Hauptportale im Erdgeschoß der Mittelrisalite sind über das Mittelschiff eines dreischiffigen Vestibüls als Durchfahrt miteinander verbunden. Vom Vestibül führt jeweils eine kurze Treppe zu den entlang der beiden Längsflügel verlaufenden Hauptgänge im Erdgeschoß und zu den im nördlichen Mittelrisalit gelegenen zweiläufig-gegenläufigen Hauptstiegen. Diese erschließen die Hauptgänge der drei Obergeschoße, welche am anderen Ende jeweils in eine ebenfalls zweiläufig-gegenläufige Seitenstiege sowie in die Gänge der beiden Querflügel münden. Die Gänge im Erdgeschoß der beiden Querflügel führen zu den jeweils an den Enden des Flügels gelegenen Nebeneingängen, die sich in den Eckrisaliten auf den zu den Mittelrisaliten hin gerichteten Seiten befinden.
Das nordsüdlich verlaufende Vestibül befindet sich auf dem Geländeniveau des mittleren Quertraktes, ist 27 Meter lang, 13,3 Meter breit, maximal 5,2 Meter hoch und erstreckt sich über sechs Joche. Ein Joch ist als Querschiff mit Treppenzugängen zu den Haupttreppen, die das Vestibül im Nordosten und Nordwesten flankieren, ausgeführt. Über zehn Freipfeilern und achtzehn Wandpfeilern spannen sich profilierte Gurtbögen, die den Raum in achtzehn als Busungen ausgeführte Gewölbe gliedern.
Die Gänge entlang der beiden Längsflügel verlaufen in allen Geschoßen an der Nordseite und erschließen die nach Süden ausgerichteten Räume. Die Hauptgänge des Erdgeschoßes sind rund gewölbt und über Gurtbögen, die sich über Wandvorlagen bis zum Boden fortsetzen, den Fensterachsen entsprechend in Joche gegliedert. Die Hauptgänge des ersten und zweiten Obergeschoßes unterscheiden sich von jenen des Erdgeschoßes dadurch, dass sie flach gewölbt sind und dass die Gurtbögen im zweiten Obergeschoß an der oberen Fensterbegrenzung enden. Die Gänge des dritten Obergeschoßes sind flach gedeckt.
Im Erdgeschoß des Längsflügels befinden sich östlich ein Speisesaal und westlich ein Festsaal. Beide Säle sind 4,9 Meter hoch, 8,7 Meter breit, flach gewölbt und durch breite Gurtbögen auf Wandpfeilern in Joche gegliedert, die den Fensterachsen folgen. Der Speisesaal ist 36,85 Meter lang, der Festsaal 32,5 Meter.
Im Erdgeschoß des westlichen Querflügels befindet sich eine Cafeteria. In der Mitte des Raumes steht ein polygonaler Marmorpfeiler mit Kapitell, der sich nach oben verjüngt. An den Wänden befinden sich geschichtete Pilaster. Gurtbögen zwischen den Pilastern und dem Mittelpfeiler lassen ein vierjochiges Gewölbe entstehen.

### Die Kapelle

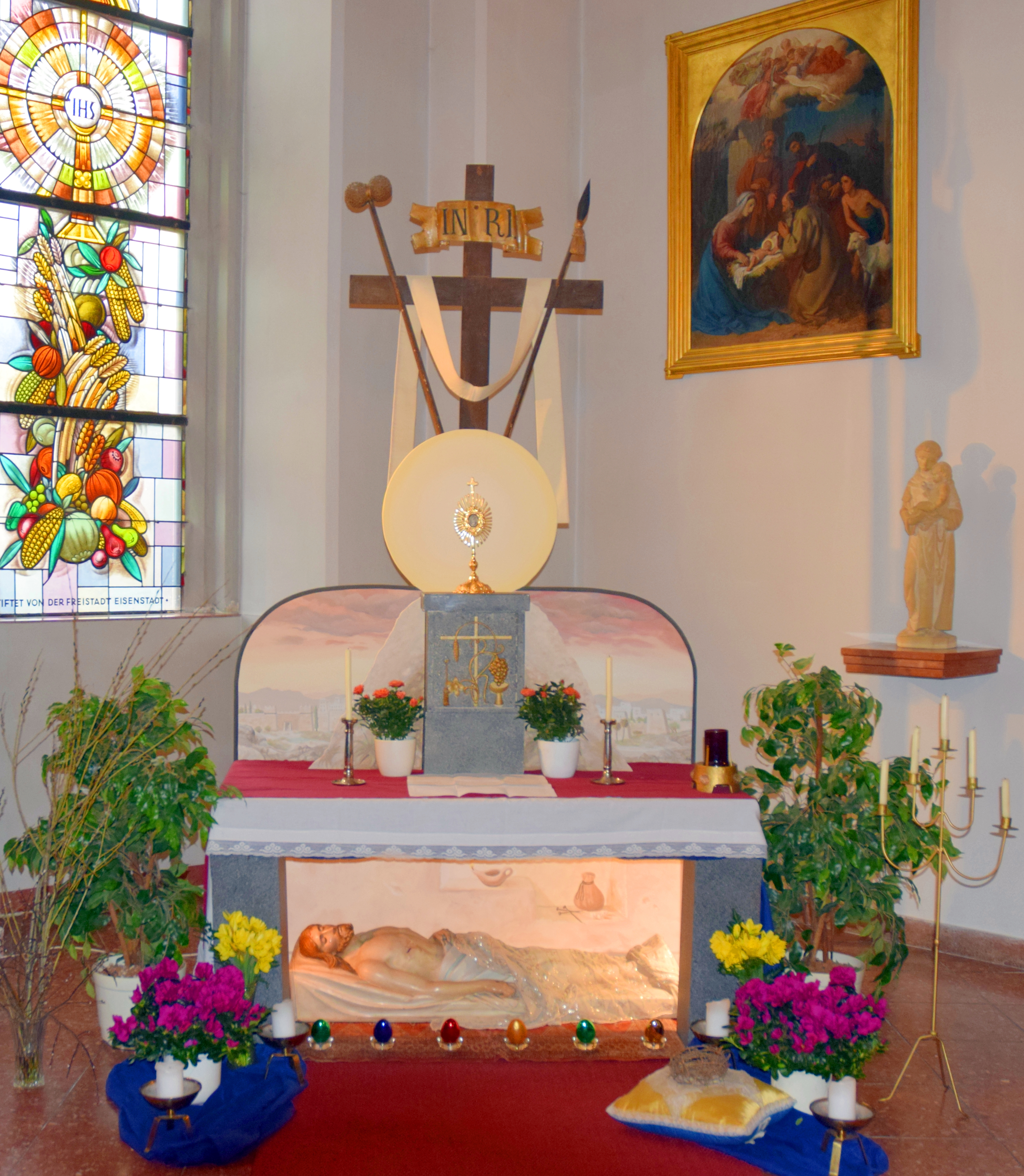
Das Hl. Grab, gestaltet von Markus Kniepeiß

Ober dem nördlichen Teil des Vestibüls ist die über zwei Geschoße reichende Kapelle, die an die beiden Haupttreppen sowie an die Hauptgänge des ersten und zweiten Obergeschoßes grenzt.
Die ursprünglich im Stil des Historismus errichtete Kapelle wurde im Jahr 1958 aus Anlass des hundertjährigen Bestandsjubiläums der Kaserne komplett renoviert. Aus diesem Jahr stammen die Glasfenster im Chor, der Altar und der Marmorboden. Nach erfolgter Renovierung wurde die Kapelle am 20. November 1958 vom damaligen Apostolischen Administrator des Burgenlandes, Bischof Stephan László, eingeweiht. Schutzpatron ist der heilige Martin. Als Sohn eines im Ersten Weltkrieg gefallenen Offiziers besuchte Bischof Lászlò selbst die in der Kaserne untergebrachte Militärunterrealschule. Eine neuerliche Renovierung mit Errichtung des Volksaltars fand im Jahr 1998 statt.
Im Chor sind drei Rundbogennischen mit gotisierenden Maßwerkfenstern und einem größeren Doppel-Mittelfenster. Dieses von der Burgenländischen Landesregierung gestiftete Fenster wurde von Lucia Jirgal geschaffen und stellt den heiligen Martin als römischen Offizier und die heilige Barbara als Patronin der Artilleristen dar. Die beiden Seitenfenster wurden von der Freistadt Eisenstadt gestiftet und symbolisieren die damaligen Hauptprodukte des Burgenlandes, Brot und Wein.
Der Haupteingang besteht aus einer Rundbogentüre, die gegenüber dem Chor liegt. Sie wird von zwei Rundbogenfenstern flankiert, die sich in Rundbogennischen zum Hauptgang hin öffnen. Zwei marmorierte schlanke Säulen tragen die etwa 2 Meter breite Empore, die sich über dem Haupteingang auf der Ebene des zweiten Obergeschoßes befindet. Die kassettierte Emporenbrüstung hat einen leicht vorspringenden, konsolengestützten, etwa 2 Meter breiten Mittelteil. In der Mitte der Empore führt eine Rundbogentüre zum Hauptgang des zweiten Geschoßes. Sie wird von zwei Fenstern flankiert, die sich in Rundbogennischen befinden.
Je zwei rundbogige Stuckmarmorflächen aus marmorisiertem Spachtelguß in hochgezogenen Rundbogennischen gliedern die Seitenwände der Kapelle. Die Decke ist ebenso wie die beiden Säulen, welche die Empore tragen, noch aus der Bauzeit des Gebäudes. Sie ist mit einem im Abstand von etwa 2 Metern von der Wand entlang des Deckenabsatzes verlaufenden Stuckband verziert, das durch sechs Zierbögen mit der Wand verbunden ist. Die dem Innenraum zugewandte Seite der Zierbögen tragen Stuckteile, die einen gotischen Schlussstein („Abhängling“) nachahmen. Außen ist an allen vier Seiten ein Portikus mit zehn Bögen und zehn Kapitellen angedeutet. Auf einer quadratischen Fläche in der Deckenmitte ist ein achtzackiger Stern, in dessen Mitte sich vier Engelsköpfe befinden. Diese Darstellung symbolisiert Ordnung und Übersichtlichkeit. Der Stern ist von einem quadratischen Stuckband umrahmt, das in zartem Blau gemalt und mit Gold verziert ist.
Zur Ausstattung der Kapelle gehört der Altar aus Untersberger Marmor, der aus der Werkstatt von Gerald Strack aus Loretto stammt. Aus der St. Georgs-Kathedrale in der Wiener Neustädter Burg (Theresianische Militärakademie) stammen der Tabernakel, das Altarkreuz und die Kerzenleuchter, die ein Geschenk des Militärbischofs Christian Werner sind. Auf dem Ambo sind Darstellungen der vier Evangelisten.
An den Wänden hängen vier Bilder mit Szenen aus dem Leben Jesu: Die Geburt Jesu in Betlehem, Die Flucht der Hl. Familie nach Ägypten, Der zwölfjährige Jesus im Tempel und Jesus als Zimmermann in Nazaret. Sie sind im Stil der Nazarener gemalt. Auf Wandkonsolen stehen vier Heiligenfiguren aus gepresstem Sandstein, welche die Heiligen Georg, Urban, Antonius von Padua und Johannes Nepomuk darstellen.

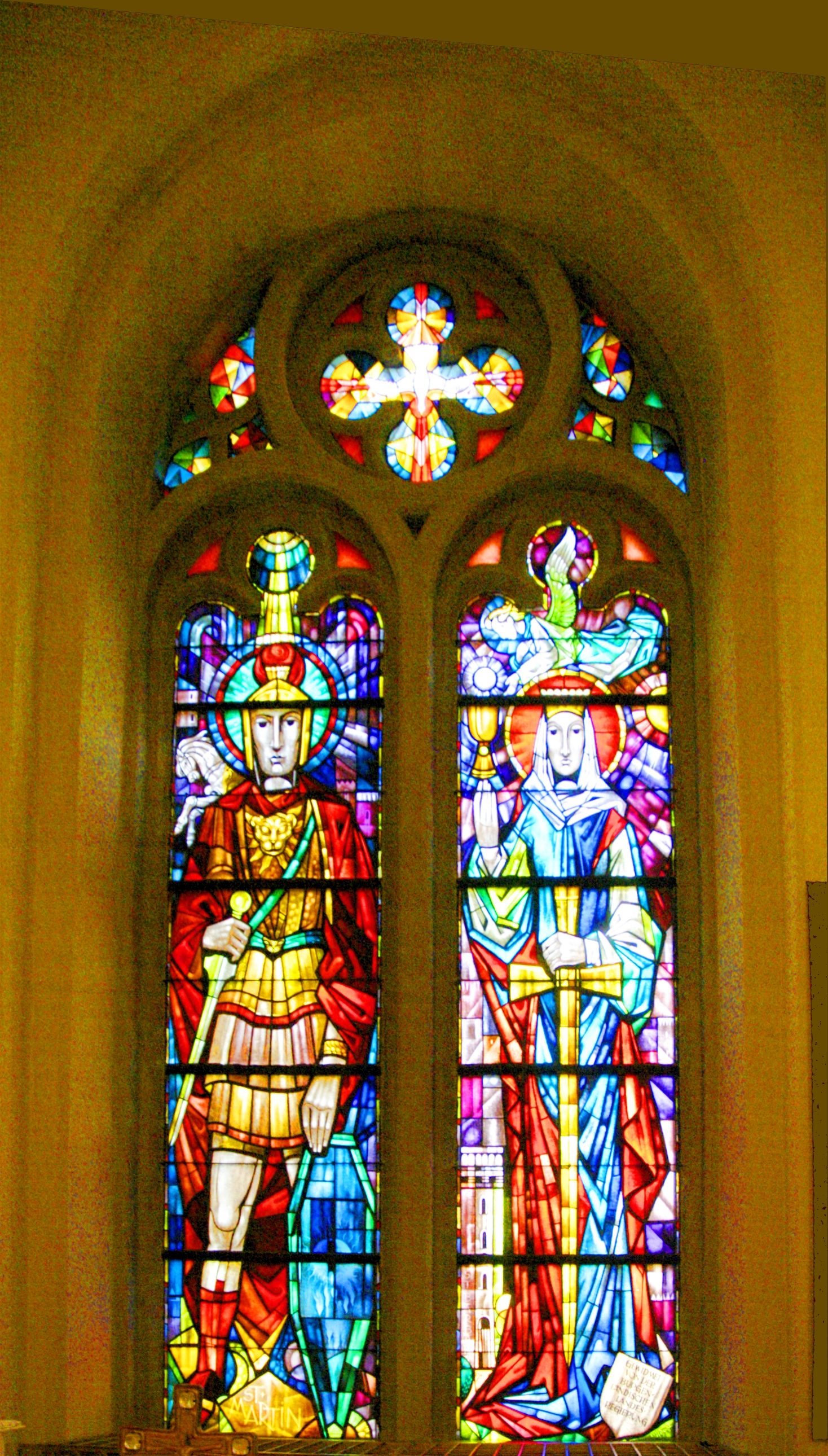
Martinkaserne, Mittelfenster der Kapelle
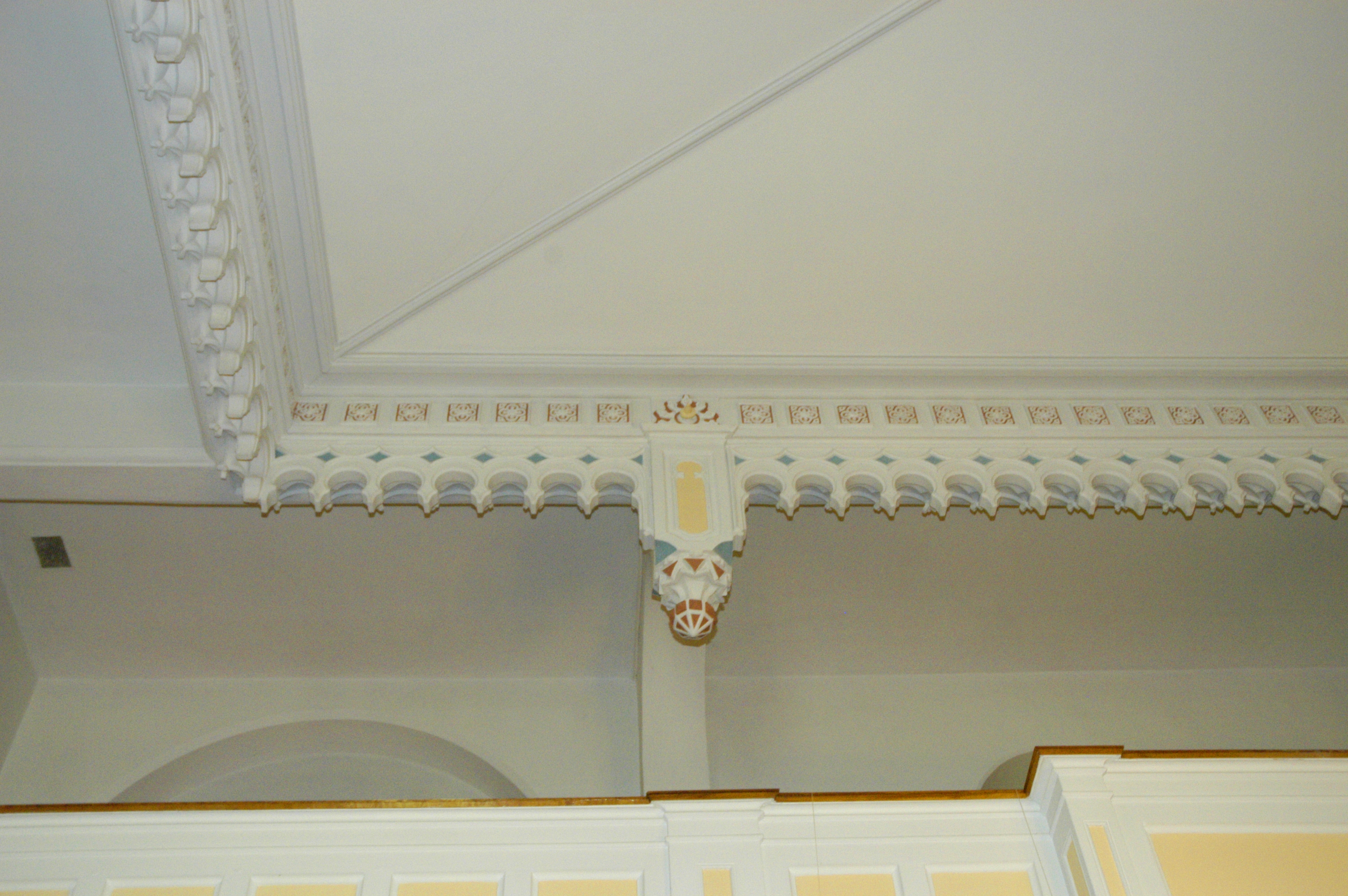
Martinkaserne, Deckendetail in der Kapelle mit „Abhängling“
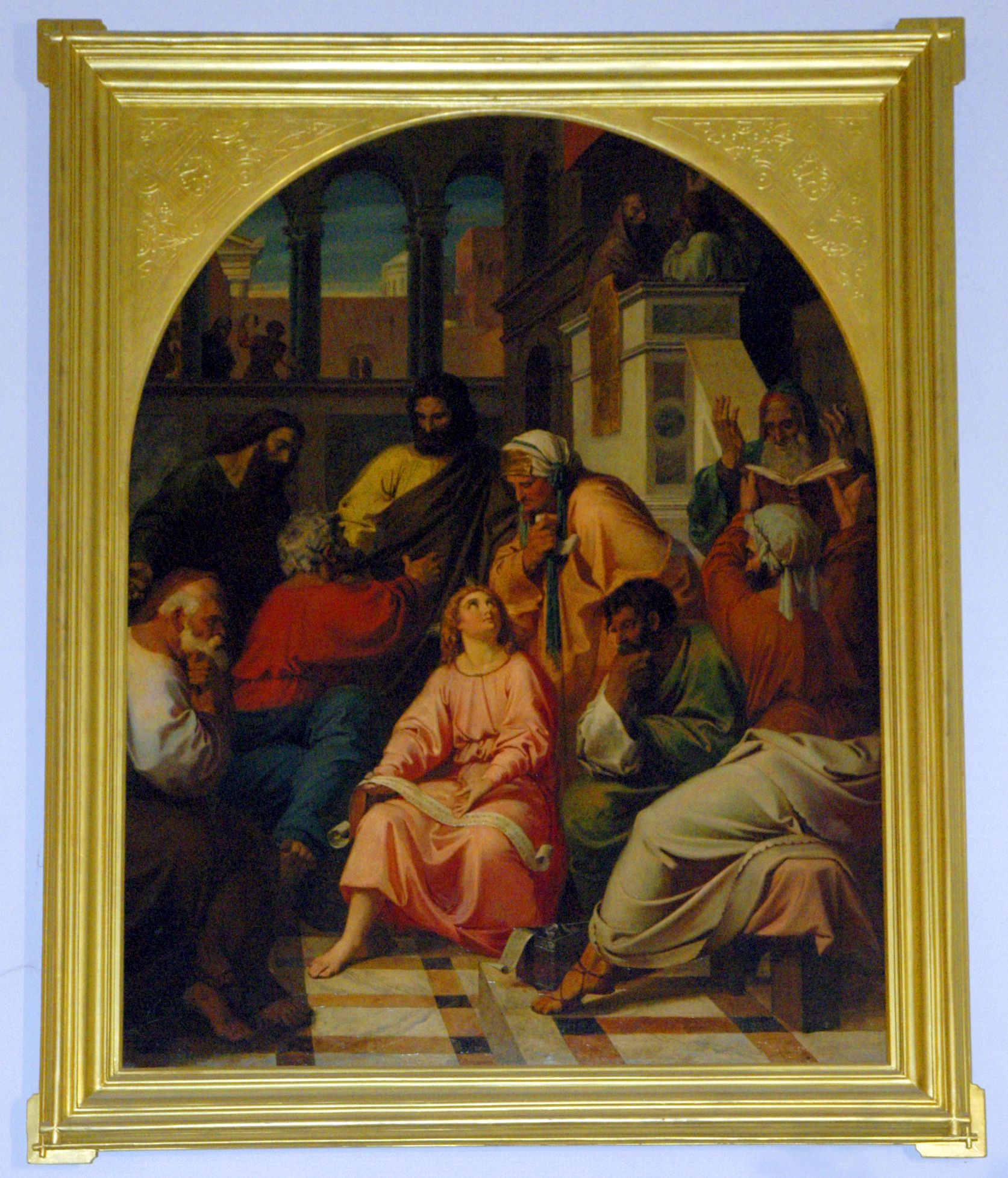
Der zwölfjährige Jesus im Tempel